# التهاب رئوي أبيض
التهاب رئوي أبيض أو رئة بيضاء (بالإنجليزية: Pneumonia alba)‏ غالبا ما تظهر في الرضع المصابين بالسفلس الخلقي. قد تكون الرئة مستقرة وشاحبة باهتة بسبب وجود الخلايا الالتهابية والتليف في الحويصلات السنخية. اللولبيات قابلة للظهور بسهولة في أقسام الأنسجة. 